# Логиново (Галичский район)
Логиново — деревня в составе Дмитриевского сельского поселения Галичского района Костромской области России.

## География
Деревня расположена у автодороги Россолово — Галич, недалеко от главного хода Транссибирской магистрали.

## История
Согласно Спискам населенных мест Российской империи в 1872 году деревня относилась к 1 стану Галичского уезда Костромской губернии. В ней числился 1 двор, проживало 6 мужчин и 8 женщин.
Согласно переписи населения 1897 года в деревне проживало 140 человек (63 мужчины и 77 женщин).
Согласно Списку населенных мест Костромской губернии в 1907 году деревня относилась к Ногатинской волости Галичского уезда Костромской губернии. По сведениям волостного правления за 1907 год в деревне числилось 27 крестьянских дворов и 127 жителей. Основными занятиями жителей деревни были землекопание, плотницкие и малярные работы
До 2010 года деревня относилась к Челменскому сельскому поселению.

## Население
| 2008 | 2010 | 2012 | 2014 |
| ---- | ---- | ---- | ---- |
| 12   | ↘7   | ↗10  | →10  |